# Ptiliolum schwarzi
Ptiliolum schwarzi är en skalbaggsart som först beskrevs av Flach 1887.  Ptiliolum schwarzi ingår i släktet Ptiliolum, och familjen fjädervingar. Arten är reproducerande i Sverige.